# The Tipping Point (Tears for Fears album)
The Tipping Point er syvende studioalbum fra den britiske popduo Tears For Fears. Det udkom på selskabet Corcord Records d. 25. februar 2022.

## Spor
1. "No Small Thing" - (04:42)
2. "The Tipping Point" - (04:13)
3. "Long, Long, Long Time" - (04:31)
4. "Break The Man" - (03:55)
5. "My Demons" - (03:08)
6. "Rivers Of Mercy" - (06:08)
7. "Please Be Happy" - (03:05)
8. "Master Plan" - (04:37)
9. "End Of Night" - (03:23)
10. "Stay" - (04:36)